# Kryłów

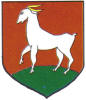
Historyczny herb miasta Kryłowa

Kryłów – wieś w Polsce położona w województwie lubelskim, w powiecie hrubieszowskim, w gminie Mircze. Leży nad Bugiem, 16 km na południe od Hrubieszowa.
| SIMC    | Nazwa   | Rodzaj    |
| ------- | ------- | --------- |
| 0895066 | Romanów | część wsi |

Dawniej prywatne miasto szlacheckie lokowane w 1523, położone było w XVI wieku w województwie ruskim. W latach 1867–1954 miejscowość była siedzibą gminy Kryłów. W latach 1975–1998 miejscowość położona była w województwie zamojskim.
Wieś jest sołectwem w gminie Mircze. Według Narodowego Spisu Powszechnego (marzec 2011 r.) liczyła 351 mieszkańców i była siódmą co do liczby ludności miejscowością gminy.
Wieś jest siedzibą rzymskokatolickiej parafii Narodzenia Najświętszej Maryi Panny.

## Historia
Początki osadnictwa sięgają X wieku. W tym czasie na wyspie istniał gród, zapewne należący do zespołu Grodów Czerwieńskich. Prawa miejskie Kryłów otrzymał zapewne około 1497 za sprawą Mikołaja Tęczyńskiego, który zaczął wówczas budować murowany zamek. Mikołaj Tęczyński Kryłów i okoliczne wsie odziedziczył po przodku Jędrzeju Tęczyńskim. Po raz pierwszy bez wątpienia wymienia się Kryłów jako miasto w roku 1523. Stanisław Ostroróg ożenił się z Zofią Tęczyńską i dobra kryłowskie (około 13 wsi po obu stronach Bugu) otrzymał w posagu. Stanisław, będąc kalwinem, założył zbór kalwiński, natomiast jego potomek Mikołaj – kalwińskie gimnazjum. W 1635 zbór został zamknięty, a na jego miejsce erygowano kościół katolicki w czasie, gdy właścicielem Kryłowa był biskup Samuel Radziejowski. Następnymi właścicielami byli starosta kamionecki Jerzy Wiśniowiecki i Eufrozyna Eulalia Tarnowska, a od 1642 Hieronim Radziejowski. W 1651 na zamku w Kryłowie gościł król Jan Kazimierz udający się pod Beresteczko. 15 stycznia 1687 na kryłowskim zamku wysłannik papieski A. Cusani wręczył Michałowi Radziejowskiemu kapelusz kardynalski.
W 1704 klucz kryłowski kupił Krzysztof Towiański, następnie właścicielami zostali przedstawiciele rodów Prażmowskich, od 1754 Jeżewscy, od 1781 Chrzanowscy, od 1878 Horodyscy. Jak notował później hrabia Ewaryst Andrzej Kuropatnicki w swym dziełku pt. „Geografia albo dokładne opisanie królestw Galicyi i Lodomeryi” (wyd. 1786) ...miasto z przyległościami nabywszy od Prażmowskich Iżewski, pułkownik i 22 razy poseł z jednego województwa płockiego na sejmy, grunt na kościół, klasztor i ogród XX. Reformatom nadał. Jednocześnie wspomniany wyżej Kuropatnicki pisał: To miasto z siebie nędzne, tym było osobliwe, że zamek oblany rzeką Bugiem, należał do województwa wołyńskiego, miasto samo do województwa ruskiego, a ziemi chełmińskiej przedmieście Perehoryłe zwane, do województwa bełzkiego.
Po I rozbiorze Polski Kryłów znalazł się w granicach zaboru austriackiego. Należał początkowo do cyrkułu Bełz z siedzibą w Zamościu, a od roku 1783 do cyrkułu zamojskiego. Zgodnie z postanowieniami podpisanego 14 października 1809 pokoju w Schönbrunnie Kryłów, wraz z całym cyrkułem zamojskim, został włączony do Księstwa Warszawskiego.
Powstały prawdopodobnie w połowie XIX wieku browar w 1896 r. wykazał się produkcją 7000 wiader piwa. W 1860 r. Kryłów liczył 116 domów i 1216 mieszkańców (pod koniec XIX wieku już 2000 mieszkańców), z czego 588 stanowili Żydzi. Polska ludność była wyznania rzymskokatolickiego, natomiast ruska, a następnie ukraińska, wyznawała początkowo prawosławie, zaś po 1667 – unię. W 1875 unicka diecezja chełmska została skasowana przez władze rosyjskie, a wyznawcy katolicyzmu w obrządku wschodnim zmuszeni do przyjęcia prawosławia. 13 stycznia 1870 r. władze carskie pozbawiły Kryłów praw miejskich w ramach represji po powstaniu styczniowym. W 1911 cerkiew drewnianą zastąpiono murowaną. Przetrwała ona tylko do 1938, kiedy to została zburzona w czasie akcji polonizacyjno-rewindykacyjnej.
Według spisu z 1921 we wsi było 185 budynków mieszkalnych i 1286 mieszkańców (617 mężczyzn oraz 669 kobiet). Wśród nich było 289 rzymskich katolików, 372 prawosławnych, 2 ewangelików, 1 osoba należąca do innej wspólnoty chrześcijańskiej oraz 622 wierzących Żydów. Wielu Żydów opuściło wioskę w czasie I wojny światowej ze względu na bliskość frontu i przeniosło się do większych miast w powiecie lubelskim, w szczególności do Hrubieszowa. W dwudziestoleciu międzywojennym społeczność żydowska nadal praktykowała swoje tradycyjne rzemiosła i handel. Ich sposób życia był religijny, znaczny wpływ wywarł także ruch syjonistyczny.
Pod koniec września 1939 wieś została zajęta przez Niemców. Wielu Żydów uciekło na drugą stronę Bugu, na ziemie wówczas będące pod okupacją sowiecką. Pozostałych zapędzono do getta. Społeczność żydowska została zniszczona w lecie 1942. Niektórzy Żydzi zostali wysłani do obozu zagłady w Bełżcu, innych zamordowano w samym mieście. Jedynymi, którzy przeżyli byli ci, którym udało się uciec do lasu. Podczas okupacji Niemcy rozebrali żydowską synagogę, istniejącą co najmniej od 1893.
Przed samą II wojną światową Kryłów liczył 2500 mieszkańców, w 1943 już tylko 1500, a po wojnie jedynie 300 osób. W drugiej połowie XX wieku liczba mieszkańców osiągnęła 600 osób. Według danych na rok 2009 mieszkańców było 354, jednakże już bez osobnej wsi Prehoryłe z 384 mieszkańcami. Wcześniej jako przedmieście zaliczana była do Kryłowa. W 1912 Kryłów (liczący 2000 mieszkańców) wraz z przedmieściem Prehoryłe (940 mieszkańców) osiągnął maksimum demograficzne, mając ok. 3 tysiące mieszkańców.
W 1906 miejscową parafię wizytował biskup lubelski Franciszek Jaczewski.
Podczas II wojny światowej, a i w pierwszych latach po niej, był tu dobrze usytuowany ośrodek nacjonalistów ukraińskich. 25 marca 1945 we wczesnych godzinach rannych do Kryłowa przybył oddział UPA. Upowcy zajęli wieś, a na jej obrzeżach wystawili posterunki. Pozostała grupa nacjonalistów w mundurach Armii Radzieckiej podeszła pod Posterunek Milicji Obywatelskiej i z zaskoczenia wtargnęła do wewnątrz opanowując budynek. Ukraińcy rozpoznali mjr. Stanisława Basaja, ps. „Ryś”, dowódcę Batalionów Chłopskich z okresu II wojny światowej, którego znaleziono i zatrzymano w jednym z domostw w Kryłowie. Został on postawiony w rogu sali, zabrano mu płaszcz i buty, a następnie znęcano się nad nim. Leżących na podłodze i skrępowanych 17 funkcjonariuszy MO sprawcy również rozebrali, a następnie wszystkich zastrzelili. Nacjonaliści ukraińscy zamordowali też 28 cywilnych mieszkańców Kryłowa. Następnie pod posterunek sprowadzili kilka furmanek powożonych pod przymusem przez polskich gospodarzy i załadowali na nie pozostałych aresztowanych. Na jednej z furmanek umieszczony został mjr Stanisław Basaj. Po przejechaniu ok. 1 km od Kryłowa, sprawcy kazali Adeli G. przesiąść się na furmankę, na której jechał mjr Basaj. Zapamiętała, że leżał on na słomie, w pozycji „na brzuchu”, konwojowany przez czterech upowców. W okolicach Dołhobyczowa, ok. 7 km od Kryłowa, furmanki rozdzielono. Upowcy zastrzelili furmanów (jeden ranny przeżył) i odjechali sami. Furmankę, na której był mjr S. Basaj, skierowano w nieznanym kierunku, w jedną z leśnych dróg. Wiadomo też, że mjr Basaj był przez pewien czas więziony i torturowany, następnie zamordowany w nieustalonym dotąd miejscu. Obecnie w sprawie zbrodni w Kryłowie toczy się śledztwo prowadzone przez Instytut Pamięci Narodowej. Spośród sprawców zbrodni świadkowie rozpoznali Ukraińców Piotra M., Mykołaja B., Mykołaja K., Władysława M., Juliana G., Mykołaja B., Tomasza L., mieszkańców Ukrainy.

## Europejskie Dni Dobrosąsiedztwa
Od 2009 w Kryłowie odbywają się Europejskie Dni Dobrosąsiedztwa. Jednym z głównych celów imprezy jest zniesienie granic między Polską a Ukrainą poprzez prezentację międzynarodowej kultury. W 2010 na scenie dobrosąsiedztwa wystąpił Sidney Polak, a w 2011 zespół Lady Pank. Europejskie Dni Dobrosąsiedztwa w 2011 otrzymały tytuł Najlepszego Produktu Turystycznego Województwa Lubelskiego 2011. 

## Zabytki
- Zamek w Kryłowie Ostrorogów, „Zamczysko”, istniał od początków istnienia Kryłowa, był drewniany. W 1497 Tęczyńscy rozpoczęli budowę murowanej twierdzy na wzór zamków niemieckich. W XVII wieku Jan Ostroróg wystawił zamek murowany, obronny. Zamek był rozbudowywany, ale też i kilkakrotnie niszczony przez Szwedów i Kozaków. Popadł w ruinę pod koniec XVIII wieku. Do dziś zachowały się fragmenty murów, wały obronne i ogromna ceglana basteja o murach grubości dochodzącej do 2–3 metrów. W 2008 ruiny zamku z wyspą w Kryłowie znalazły się wśród „7 atrakcji Zamojszczyzny” obok dobrze znanych turystycznie miejscowości Roztocza.
  - Brama pałacowa – neogotycka z domkiem odźwiernego prowadząca do pałacu, zniszczonego w czasie ostatniej wojny (ruiny rozebrano koło 1950). Brama z herbami Korczak i Leliwa wraz z parkiem pochodzą z drugiej połowy XIX w. kiedy pałac rozbudowała J.A.G. Chrzanowska-Horodyska herbu Korczak[15].
- Kościół rzymskokatolicki z 1859, zbudowany wg projektu Józefa Benedykta Chrzanowskiego w stylu neogotyckim. W świątyni w głównym barokowym ołtarzu znajduje się obraz Matki Bożej Loretańskiej z Dzieciątkiem Jezus z XIX w. Obraz jest przyozdobiony rokokową sukienką ze złota i koronami. Obraz został przywieziony z Włoch przez kardynała Radziejowskiego jako wotum dziękczynne. Obraz w ołtarzu jest zasłaniany pozłacaną drewnianą zasłoną. W bocznym ołtarzu znajduje się także ocalony krucyfiks ze spalonego klasztoru reformatów w Kryłowie z XVIII w. Zachowało się wnętrze, witraże, sklepienia, organy w stylu neogotyckim z 1841.
- Figura św. Jana Nepomucena w stylu rokoko oraz pozostałości murów klasztornych ojców reformatów z około 1768. Klasztor został zniesiony przez władze carskie na początku XIX wieku, oprócz klasztoru istniał również kościół.
- Budynek szkoły podstawowej wzniesiony w końcu XIX wieku. W pobliżu znajdują się również: były areszt gminny, budynek byłego urzędu gminy, kuźnia oraz nowoczesny budynek strażnicy Straży Granicznej.
- Kryłowski rynek, po pożarze prawie niezabudowany.
- Pomnik poświęcony zamordowanym mieszkańcom, położony w centrum wsi.
- Cmentarz rzymskokatolicki, dawniej także prawosławny, z kaplicą cmentarną i grobowcem Horodyskich i Chrzanowskich. Na tym cmentarzu znajduje się również kwatera żołnierzy z I wojny światowej, groby mieszkańców Kryłowa i sąsiednich wsi zamordowanych przez UPA[16].
- Cmentarz żydowski, zniszczony podczas okupacji.
- Kamienna figura Świętego Mikołaja (2,5 kilometra od centrum, w miejscowości Kryłów-Kolonia) a obok niej kamienna figura wilka. Obok rzeźb tryska źródełko, woda z którego w ludowych wierzeniach uchodzi za uzdrawiającą z bezpłodności[17].
- Wyspa zamkowa na rzece Bug została prawnie razem z zamkiem włączona do Polski w 1946 roku, połączona mostem z zachodnim brzegiem rzeki w 1987 r. Po zasypaniu dawnego głównego nurtu Bugu obecnie jest to półwysep, a nie wyspa.

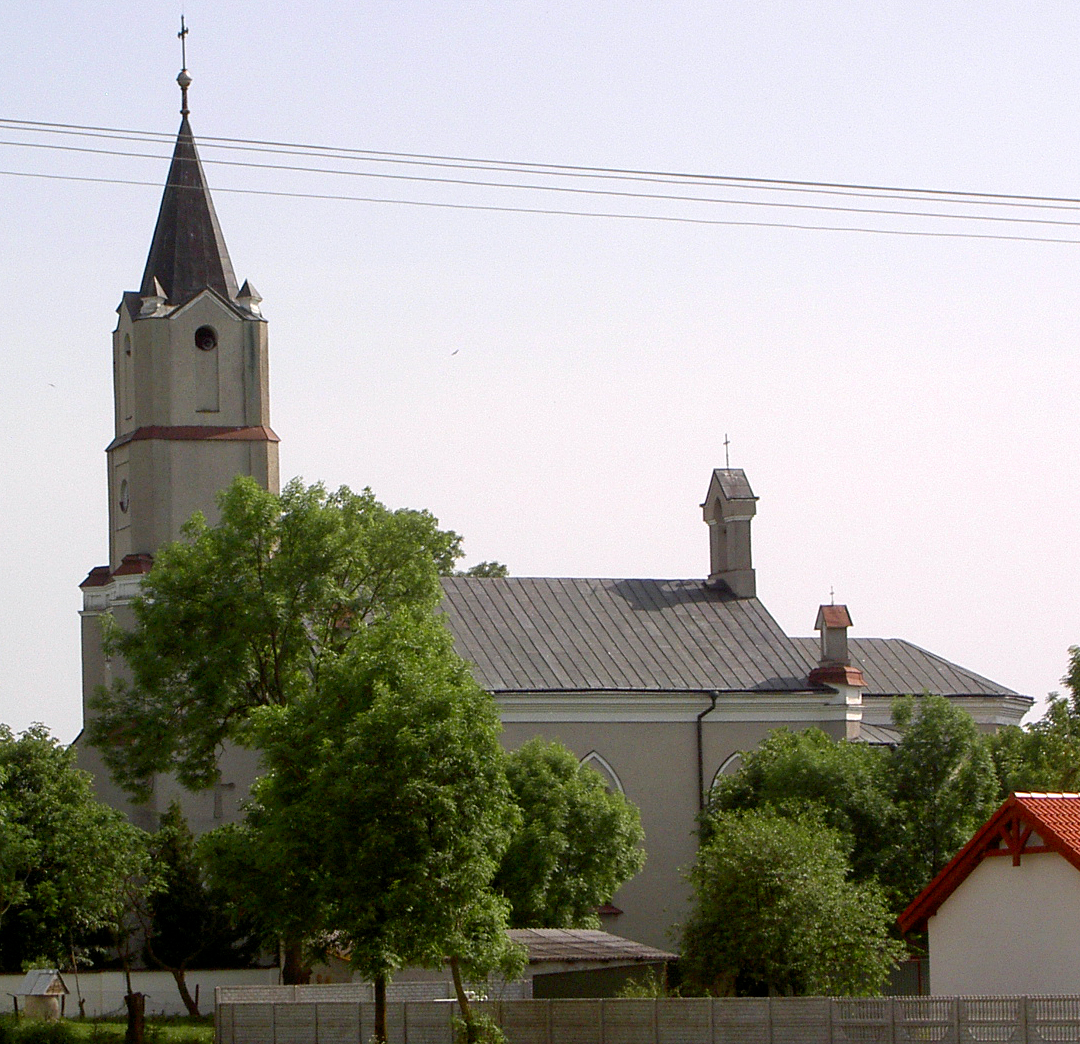
Kościół w Kryłowie
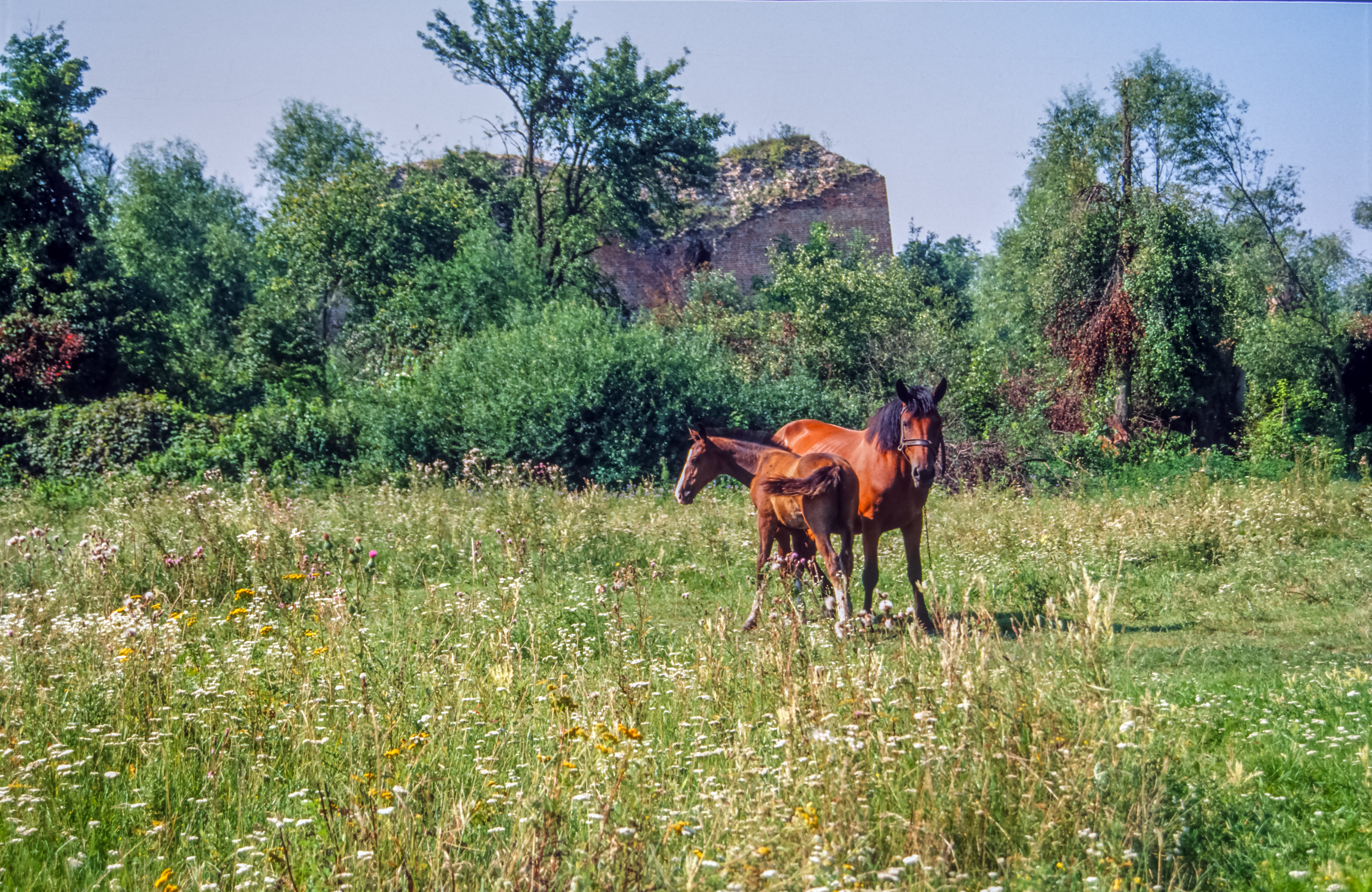
Zamek w Kryłowie
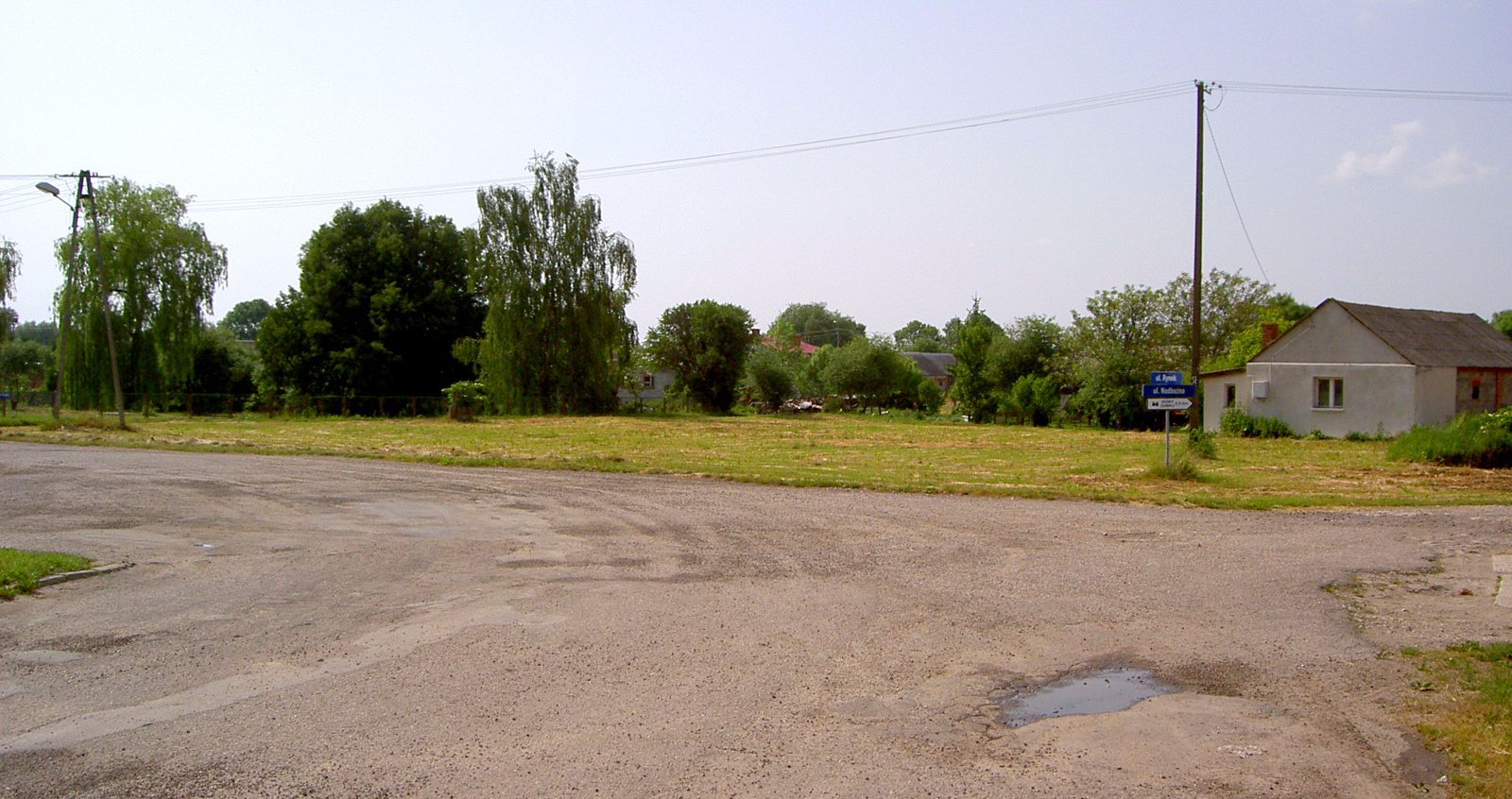
Rynek kryłowski
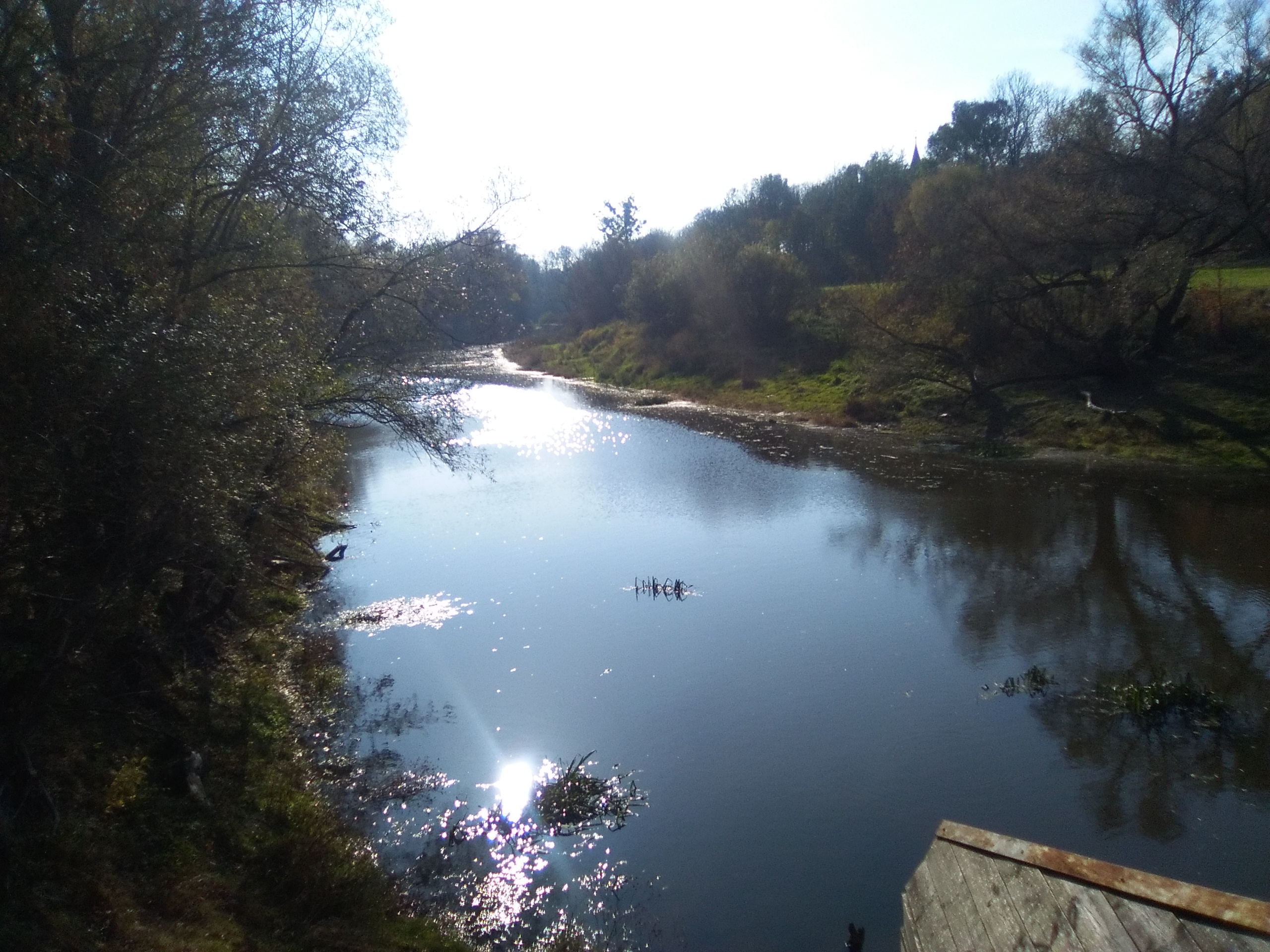
Starorzecze Bugu
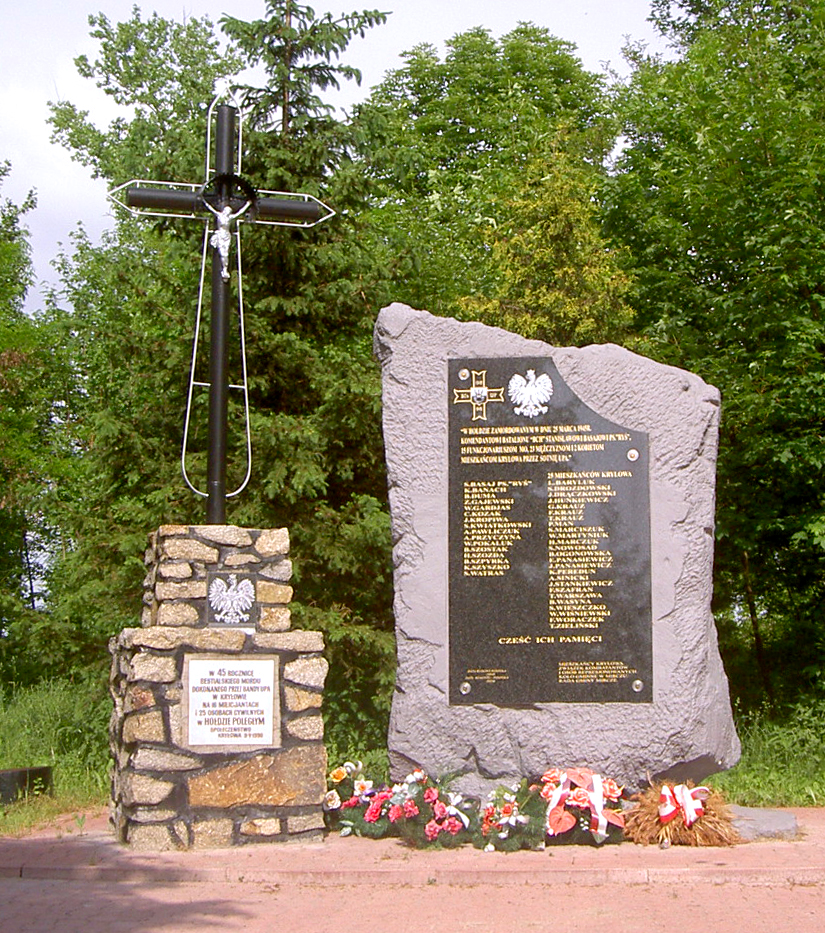
Pomnik ofiar UPA
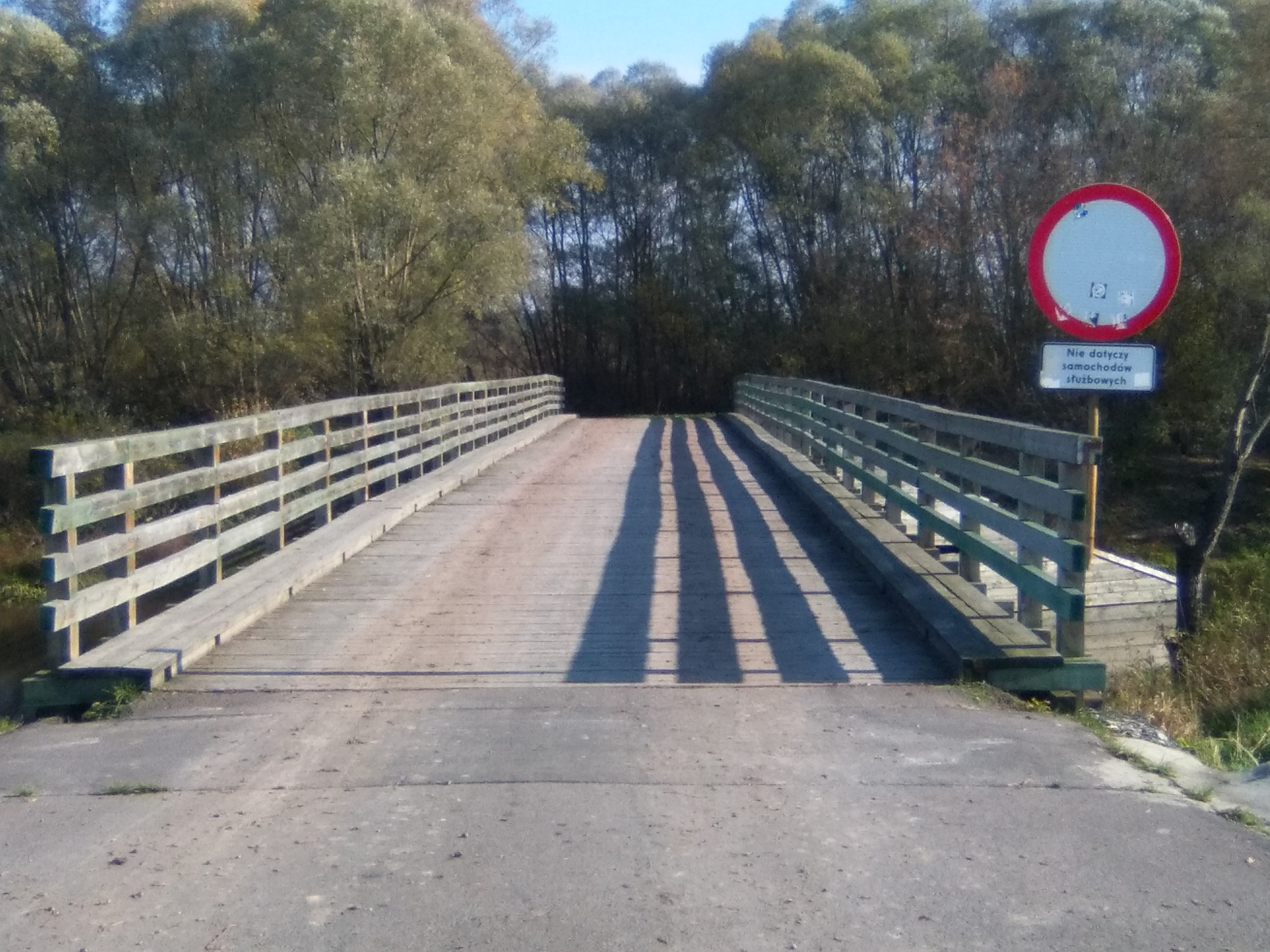
Most na wyspę na starorzeczu Bugu
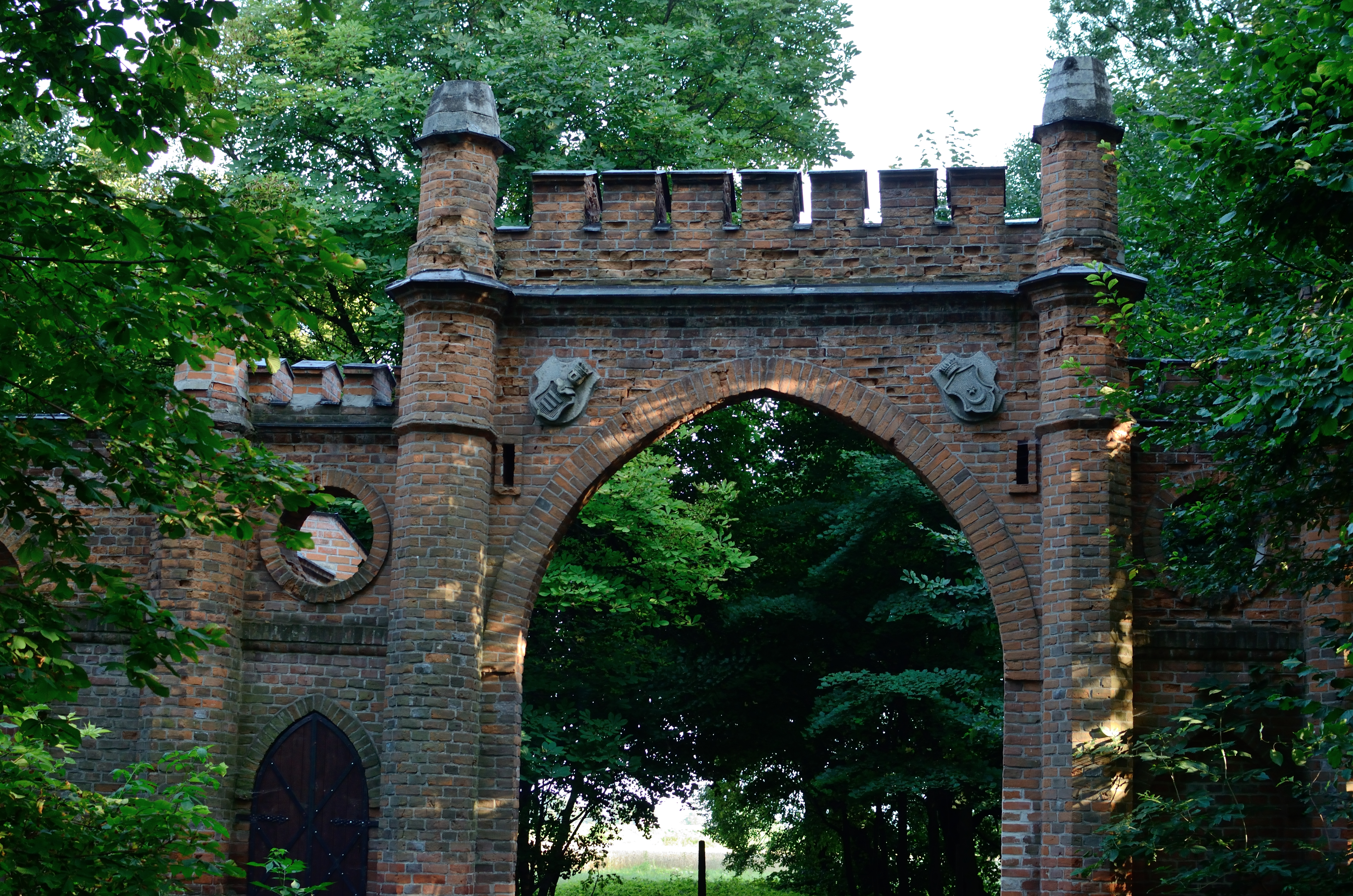
Brama z herbami Korczak i Leliwa
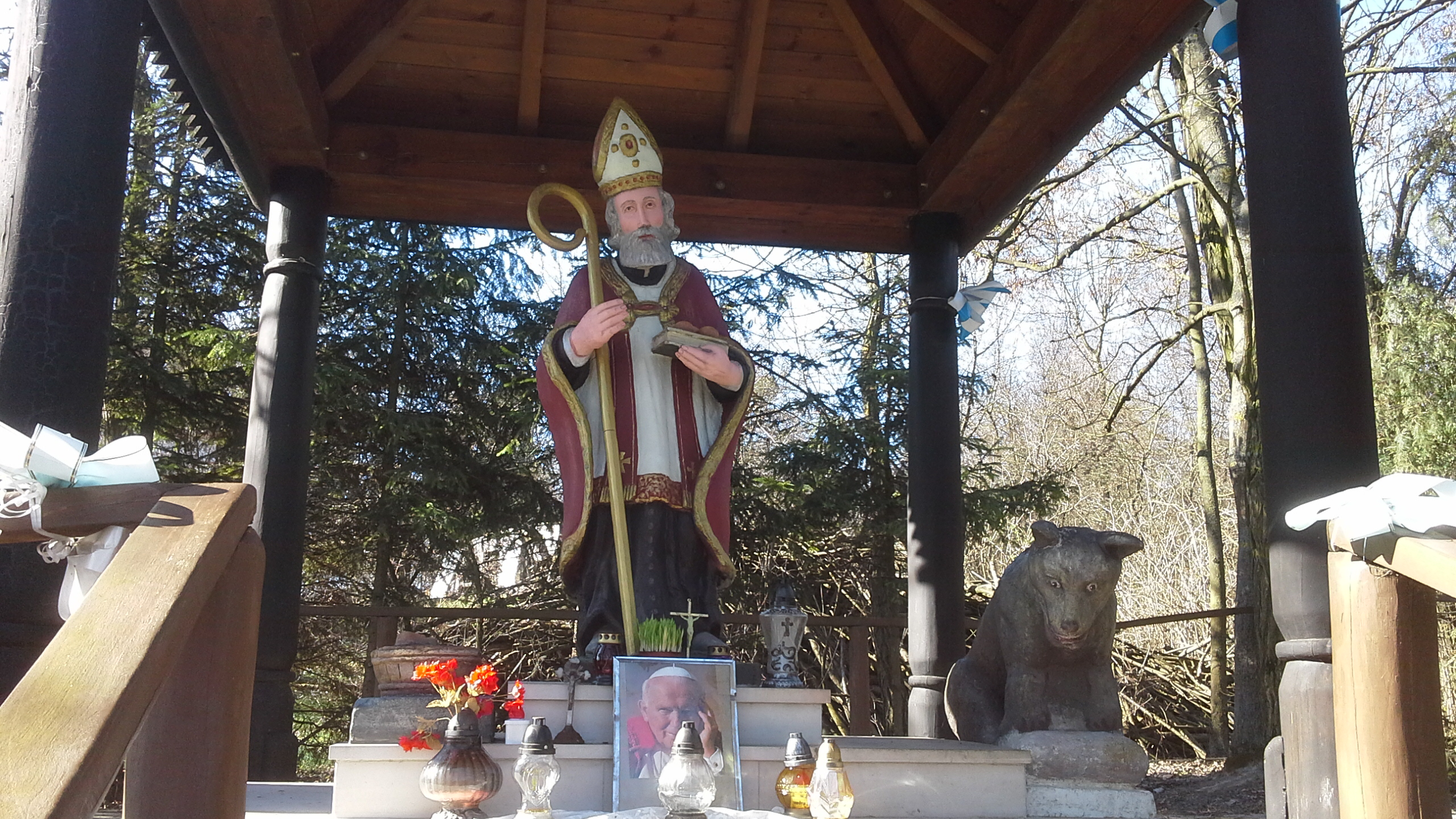
Figura św. Mikołaja z wilkiem

## Turystyka
Przez miejscowość przechodzą szlaki turystyczne:
- Czerwony szlak turystyczny Nadbużański
- Niebieski szlak turystyczny Gocki

## Demografia
Liczba ludności miasta i wsi Kryłów

## Urodzeni w Kryłowie
- Sylwester Drączkowski (1890–1940) – major piechoty Wojska Polskiego, ofiara zbrodni katyńskiej.